# Lars Tunbjörk
Lars Tunbjörk (Borås, 15 de febrero de 1956 – Estocolmo, 8 de abril de 2015) fue un fotógrafo sueco conocido por sus "retratos inexpresivos de espacios de oficina y estilos de vida suburbanos".
Tunbjörk nació en la ciudad sueca de Borås, un lugar de gran influencia en su carrera. También estuvo influido por el fotógrafo de Christer Stromholm y William Eggleston.
Sus fotografías se pueden encontrar en las colecciones en el MoMA, el Centro Pompidou y en la Casa Europea de la Fotografía en París. Tunbjörk fue miembro de la Agence Vu y trabajó para The New York Times Magazine, Time, GEO, y otras.

## Exhibiciones
- 1993: Hasselblad center, Gotemburgo
- 1994: Nordiska museet, Estocolmo
- 1995: International Center of Photography, New York City
- 1998: Fotografisk Center, Copenhagen
- 1999: Galerie Vu, Paris
- 2002: Arbetets museum, Norrköping
- 2002: Kulturhuset, Estocolmo
- 2002: Home, Hasselblad Center, Gotemburgo
- 2004: Moskva Fotobiennal, Rusia
- 2004: Hembygd, Borås konstmuseum
- 2007: Open Eye Gallery, Liverpool
- 2007: Winter/Home, Moderna Museet[4]
- 2011: L.A Office, Shop, Wunderbaum, Skellefteå Konsthall
- 2018: Retrospective, Fotografiska, Stockholm.[5]